# Ruine Wartenfels (Thalgau)
Die Burgruine Wartenfels ist die Ruine einer Höhenburg auf 924 m ü. A. im Gemeindegebiet von Thalgau im Bundesland Salzburg in Österreich. Sie liegt rund 20 Kilometer östlich von Salzburg auf einem kleinen Felsvorsprung am Fuße des Schobers (1020 m ü. A.).

## Geschichte
Die Burg Wartenfels wurde 1259 von Konrad von Steinkirchen (vermutlich ein Mitglied der Tanner) gemeinsam mit seinem Schwiegersohn Konrad zu Kalham erbaut, letzterer nannte sich dann Konrad von Wartenfels. Die Burg erscheint ab 1267 in Urkunden und wurde 1301 von einem anderen Konrad von Kalham mit den dazugehörigen Gütern an den Salzburger Erzbischof Konrad IV. verkauft (daz purchstal ze Wartenuels), bekam es aber als Lehen wieder zurück. Nach dem Aussterben der Kalhamer richtete der Erzbischof auf Wartenfels ein Pfleggericht ein, das bis 1564 bestand. Im Bauernkrieg von 1525/26 wurde die Burg niedergebrannt und trotz Schadensersatzleistung der Gerichtsleute nicht mehr vollständig aufgebaut. 1552 wurden noch Innenausbauarbeiten abgerechnet. 1557 wurde das Burgdach neu eingedeckt. Danach siedelte das Pfleggericht in ein Haus im Ortskern von Thalgau um. Eine Zeit lang wurde die Burg noch von Jägern und Wildhütern bewohnt, wurde aber zunehmend dem Verfall preisgegeben und verfiel zur Ruine bis auf ein paar Reste des Außenmauerwerks.
1541 hat sich Paracelsus angeblich auf der Burg aufgehalten und er soll auch eine enge Beziehung zur Schwester des Burgpflegers, namens Adelinde, unterhalten haben. 
Zur Burg gehörte auch ein „Bauhof“ bzw. Maierhof. Dieser ist das Gut „In Prichsen“ (Thalgau-Egg Nr. 3). Dessen erster Besitzer ist ein Chunradus, der 1336 im Hofurbar des Bistums aufschien. Der Hof wurde 1578 erneuert. Heute gehört die Ruine Wartenfels zu dem Bauerngut.

## Burgruine Wartenfels heute
Die Burg weist einen dreieckigen Grundriss auf, wobei die Mauer zur wenig geschützten Ostseite eine Dicke von zwei Metern besitzt. Im östlichen Teil muss das Burgtor gestanden haben, in dem unteren Hofbereich sind die Grundmauern eines Wirtschaftsgebäudes zu erkennen. Von hier zieht sich ein schmaler und durch Wehrmauern gesicherter Zugangsbereich zur Hauptburg hinauf. Im Spätmittelalter wurde vor der Hauptburg ein kleiner, ebenerdiger Anbau vorgenommen, der einen eigenen Zwinger besaß. Wo der Zugang zur Hochburg lag (eventuell abgesichert durch eine Zugbrücke) ist nicht mehr nachweisbar. Wesentliche Mauerreste sind an der breiten Westwand erhalten mit Mauerzähnen und der Andeutung von drei Fenstern. Von der ehemals bestehenden Kapelle ist nichts mehr erhalten. 
Zum früheren Aussehen der Burg lässt sich nur mehr wenig sagen, da die heute bestehenden Fenster erst im Zuge der Sanierung entstanden sind. Wegen der Gefahr, die für Besucher des alten Gemäuers bestand, wurde die Ruine 1981 restauriert, wobei man auf historische Korrektheit nicht zu viel Wert legte.

## Bilder

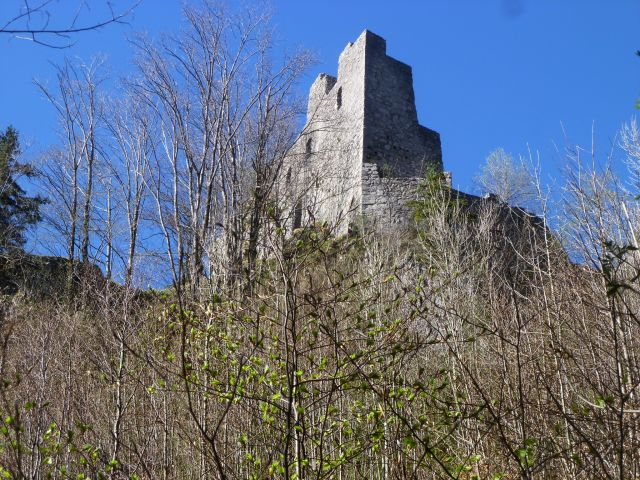
Burgruine Wartenfels: Vom Aufstieg zum Schober aus gesehen
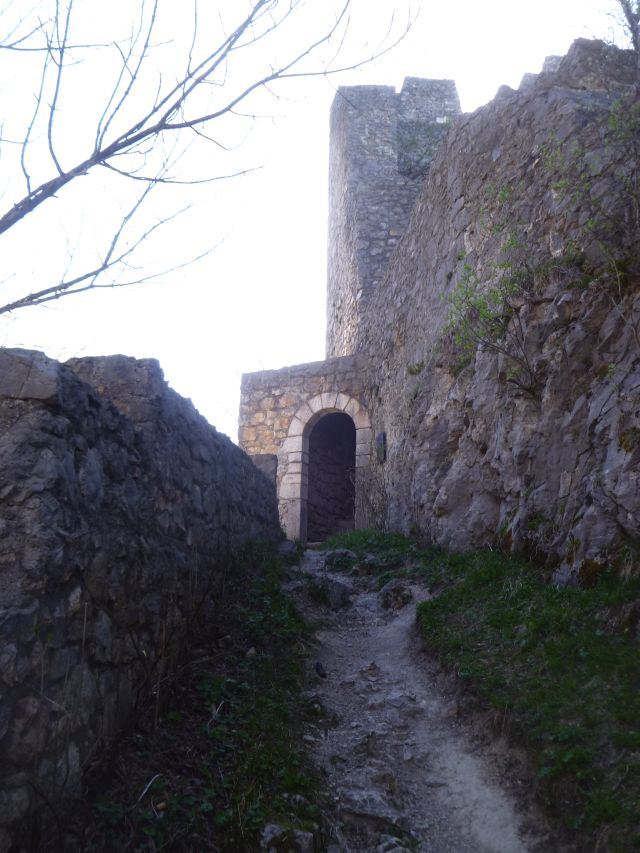
Burgruine Wartenfels: Zugang zur oberen Burg
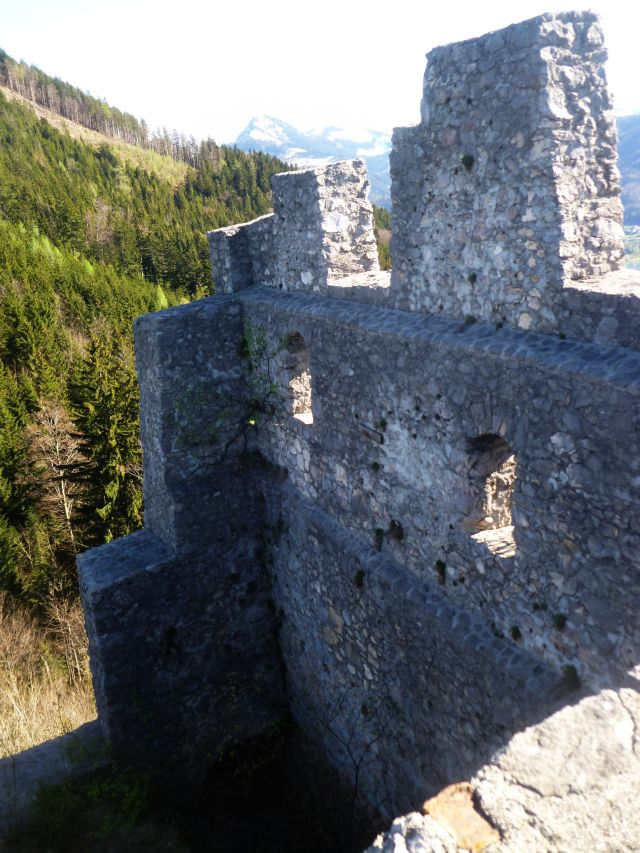
Burgruine Wartenfels: Wehrmauer
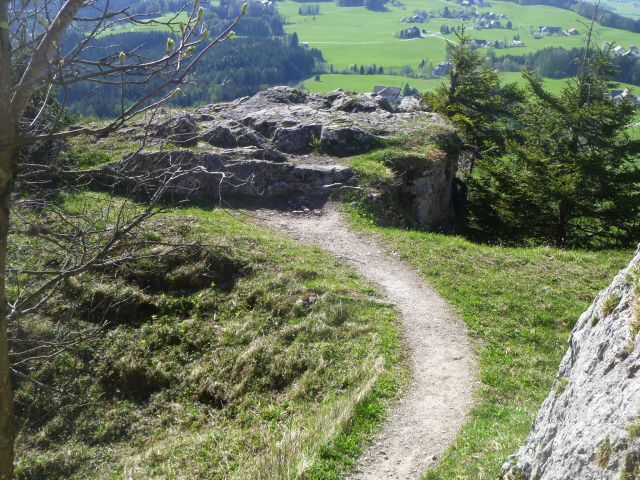
Burgruine Wartenfels: Oberer Burgplatz
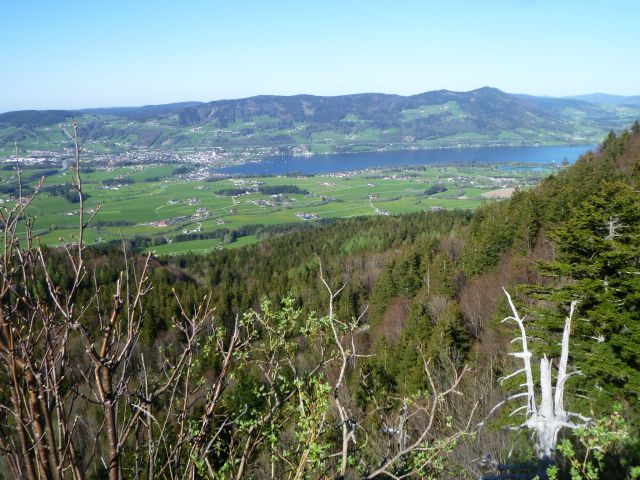
Burgruine Wartenfels: Aussicht auf den Mondsee, im Hintergrund die Kulmspitze (1095 m)